# مجلس الوزراء السعودي
مجلس الوزراء هو المجلس الأعلى للحكم بالمملكة العربية السعودية ورئيسه ولي العهد الأمير محمد بن سلمان بن عبد العزيز آل سعود وأعضائه معينون من قبل الملك لتولي مناصب مهمة من الدولة. ينعقد أسبوعياً في العاصمة الرياض.

## الدستور ونظام الحكم
ظلت المملكة العربية السعودية منذ قيامها تعمل وفق القرآن الكريم والسنة، وتم إصدار ما يثبت العمل بهما في عهد الملك فهد بن عبد العزيز النظام الأساسي للحكم للمملكة بالأمر الملكي رقم (أ/90) وتاريخ 27 شعبان 1412 هـ الموافق 2 مارس 1992م، الذي ركز دعائم العمل بالشرع الحنيف والذي يوضح المبادئ الأساسية لسلطات الدولة الثلاث، ودور المواطن السعودي والأسرة السعودية وحقوقها وواجباتها، وكذلك آلية عمل الملك الذي يحكم البلاد وولي العهد، وبعض الأمور الأخرى الضرورية، والتي حدد من خلالها الإطار العام للنظام في المملكة. وقد تضمن النظام عدة مواد تضمنت سلطات الملك الذي يحكم البلاد كتعيين وترقية الوزراء والقضاة والضباط وغير ذلك. ويعادل النظام الأساسي للحكم الدستور في الدول الأخرى. وفي عام 2006م أصدر الملك عبد الله بن عبد العزيز الأمر الملكي رقم (أ/135) وتاريخ 26 رمضان 1427 هـ الموافق 19 أكتوبر 2006م القاضي بإصدار نظام هيئة البيعة، وتعديل الفقرة (ج) من المادة الخامسة للنظام الحكم الأساسي لتتضمن أن الدعوة لمبايعة الملك واختيار ولي العهد وفقاً لنظام هيئة البيعة، وهي إضافة أوضحت آلية تداول الحكم بالمملكة. وفي عام 1412 هـ أطلق الملك فهد بن عبد العزيز نظام مجلس الشورى السعودي، الذي من خلاله طور آلية عمل مجلس الشورى، والذي يبلغ عدد أعضاءه حاليا 150 عضوا، أغلبهم من حملة شهادات الدكتوراه والماجستير، وحيث يبلغ حملة شهادة الدكتوراه (64%) من مجموع الأعضاء، والماجستير (14%) والبكالوريوس (21%)، منهم (80%) من حملة الماجستير والدكتوراه من جامعات غربية، والبقية من المملكة العربية السعودية، وجمهورية مصر العربية. وتعد السلطة التشريعية في المملكة سلطة مركبة من الملك ومجلس الوزراء ومجلس الشورى، إلا أن الأخير له سلطة الدراسة والتوصية فقط، وليس لما يخرج منه أي حجة نظامية ما لم يقر من مجلس الوزراء.

## التاريخ
قام عبدالعزيز بن عبد الرحمن آل سعود في عام 1345هـ/ 1926م من أجل تنظيم البلاد وبسط المركزية فيها بشكل أفضل بإنشاء مجلس خاص في مكة يجتمع فيه كل فترة برؤساء الدوائر الحكومية ليتابع معهم خطة سير العمل ويتعرف على المشاكل التي تواجههم ويناقشهم في سبل حلها ويصطفي من قراراتهم كل ما فيه مصلحة للبلاد وقد عرف مقر اجتماعهم هذا باسم " المجلس التنفيذي". وفي عام 1350هـ/ 1931م قال في خطابه بعد أن شهد بعض التراخي في هذا المجلس "إن سير الأمور على حالها الحاضر بدون أن يكون هناك مسؤوليات معينة للرؤساء منفردين، ولهيئة الحكومة مجتمعة يؤدي إلى البطء في سير المعاملات جميعها، ويعطل كثيرًا من المصالح" لذلك أمر بإلغاء هذا المجلس وإنشاء آخر مكانه يرأسه النائب العام فيصل بن عبدالعزيز ويكون كل من وكيل الخارجية ووكيل المالية ورئيس الدوائر المالية ونائب رئيس مجلس الشورى عضوًا فيه، وقد عرف هذا المجلس باسم "مجلس الوكلاء" وكان معنيًا بالسياسة العامة الداخلية في الدولة وبصدوره أكمل عبد العزيز عقد المؤسسات الدستورية في البلاد.
دام تصريف الشؤون الإدارية في مكة وبعض الأقاليم في السعودية عن طريق مجلس الوكلاء قرابة العشرين عام من تاريخ إنشاءه ثم تطور إلى جهاز مركزي يضطلع بمناقشة شؤون غالبية مناطق الدولة ومرافقها الإدارية مما مهد إلى تحويلة فيما بعد إلى "مجلس الوزراء" ونقل مقره إلى الرياض عام 1373هـ/ 1953م وباتت جلساته دورية تعقد مرةً كل أسبوع برئاسة الملك أو نائبه لتنسيق عملية التعاون بين مختلف الأجهزة الحكومية، وتحقيق التوافق فيما بينها ومتابعة تنفيذ الأنظمة واللوائح والقرارات التي يصدرها الملك بعد مناقشتها في كل جلسة، وليكون هذا المجلس أكثر تنظيمًا في مناقشة القرارات والمهام وتنسيق عملية إنجازها أصدر فهد بن عبدالعزيز في عام 1414هـ/ 1993م نظامًا خاصًا لتحقيق هذه الغاية.

## نظام مجلس الوزراء
صدر هذا النِظام بالأمر الملكي رقم (أ/13) تاريخ 3 ربيع الأول 1414 هـ ونشر بجريدة أم القرى العدد (3468) في 10 ربيع الأول 1414 هـ.

### أحكام عامة
المادة (1)
مجلس الوزراء هيئة نظَامية يرأسها الملك يحكم على البلاد.
المادة (2)
مقر مجلس الوزراء مدينة الرياض ويجوز عقد جلساته في جهة أخرى من المملكة.
المادة (3)
يشترط في عضو مجلس الوزراء ما يلي:
أ- أن يكون سعودي الجنسية بالأصل والمنشأ.
ب- أن يكون من المشهود لهم بالصلاح والكفاية.
ج- أن لا يكون محكومًا عليه بجريمة مخلة بالدين والشرف.
المادة (4)
لا يباشر أعضاء مجلس الوزراء أعمالهم إلا بعد أداء اليمين الآتية: "أقسم بالله العظيم أن أكون مخلصًا لديني، ثم لمليكي، وبلادي، وأن لا أبوح بسر من أسرار الدولة، وأن أحافظ على مصالحها وأنظمتها، وأن أؤدي أعمالي بالصدق والأمانة والإخلاص".
المادة (5)
لا يجوز الجمع بين عضوية مجلس الوزراء وأية وظيفة حكومية أخرى، إلا إذا رأى رئيس مجلس الوزراء أن الضرورة تدعو إلى ذلك.
المادة (6)
لا يجوز لعضو مجلس الوزراء أثناء توليه العضوية أن يشتري أو يستأجر مباشرة أو بالواسطة أو بالمزاد العام أيا كان من أملاك الدولة، كما لا يجوز له بيع أو إيجار أي شيء من أملاكه إلى الحكومة وليس له مزاولة أي عمل تجاري أو مالي أو قبول العضوية لمجلس إدارة أي شركة.
المادة (7)
تعقد اجتماعات مجلس الوزراء برئاسة الملك رئيس المجلس أو أحد نواب الرئيس وتصبح قراراته نهائية بعد موافقة الملك عليها.
المادة (8)
يتم تعيين أعضاء مجلس الوزراء وإعفائهم من مناصبهم وقبول استقالاتهم بأمر ملكي، وتحدد مسؤولياتهم وفقا للمادتين السابعة والخمسين والثامنة والخمسين من النِظام الأساسي للحكم، ويبين النِظام الداخلي للمجلس حقوقهم.
المادة (9)
مدة مجلس الوزراء لا تزيد عن أربع سنوات يتم خلالها إعادة تشكيله بأمر ملكي، وفي حالة انتهاء المدة قبل إعادة تشكيله يستمر في أداء عمله حتى إعادة التشكيل.
المادة (10)
يعتبر الوزير هو الرئيس المباشر والمرجع النهائي لشؤون وزارته ويمارس أعماله وفق أحكام هذا النظام والأنظمة واللوائح الأخرى.
المادة (11)
أ- النيابة عن الوزير في مجلس الوزراء لا تكون إلا لوزير آخر وبموجب أمر يصدر من رئيس مجلس الوزراء. 
ب- يتولى نائب الوزير ممارسة صلاحيات الوزير في حالة غيابه.

### تشكيل المجلس
المادة (12)
يتألف مجلس الوزراء من:
أ- رئيس مجلس الوزراء.
ب- نواب رئيس مجلس الوزراء.
ج- الوزراء العاملين.
د- وزراء الدولة الذين يعينون أعضاء في مجلس الوزراء بأمر ملكي.
هـ- مستشاري الملك الذين يعينون أعضاء في مجلس الوزراء بأمر ملكي.
المادة (13)
حضور اجتماعات مجلس الوزراء حق خاص بأعضائه فقط وبالأمين العام لمجلس الوزراء، ويجوز بناءً على طلب الرئيس أو أحد الأعضاء بعد موافقة رئيس مجلس الوزراء السماح لأحد المسئولين أو الخبراء بحضور جلسات المجلس لتقديم ما لديه من معلومات وإيضاحات على أن يكون حق التصويت خاصاً بالأعضاء فقط.
المادة (14)
لا يعتبر اجتماع مجلس الوزراء صحيحًا إلا بحضور ثلثي أعضائه ولا تكون قراراته نظَامية إلا بعد صدورها بأغلبية الحاضرين وفي حالة التساوي يعتبر صوت الرئيس مرجحًا، وفي الحالات الاستثنائية يكون انعقاد المجلس صحيحًا بحضور نصف أعضائه ولا تكون قراراته نظامية في هذه الحالة إلا بموافقة ثلثي أعضائه الحاضرين، ولرئيس مجلس الوزراء تقدير الحالات الاستثنائية.
المادة (15)
لا يتخذ مجلس الوزراء قرارًا في موضوع خاص بأعمال وزارة من الوزارات إلا بحضور وزيرها أو من ينوب عنه ما لم تدع الضرورة لذلك.
المادة (16)
مداولات المجلس سرية أما قراراته فالأصل فيها العلنية عدا ما اعتبر منها سريًا بقرار من المجلس.
المادة (17)
يحاكم أعضاء مجلس الوزراء عن المخالفات التي يرتكبونها في أعمالهم الرسمية بموجب نظام خاص يتضمن بيان المخالفات وتحديد إجراءات الاتهام والمحاكمة وكيفية تأليف هيئة المحكمة.
المادة (18)
يجوز لمجلس الوزراء أن يؤلف لجانًا من بين أعضائه أو من غيرهم لبحث مسألة مدرجة بجدول أعماله لتقديم تقرير خاص عنها ويتولى النظام الداخلي للمجلس بيان اللجان وسير أعمالها.

### اختصاصات مجلس الوزراء
المادة (19)
مع مراعاة ما ورد في النظَام الأساسي للحكم ونظام مجلس الشورى يرسم مجلس الوزراء السياسة الداخلية والخارجية والمالية والاقتصادية والتعليمية والدفاعية وجميع الشؤون العامة للدولة ويشرف على تنفيذها. وينظر في قرارات مجلس الشورى، وله السلطة التنفيذية وهو المرجع للشئون المالية والإدارية في سائر الوزارات والأجهزة الحكومية الأخرى.

### الشؤون التنظيمية
المادة (20)
مع مراعاة ما ورد في نظام مجلس الشورى تصدر الأنظمة، والمعاهدات، والاتفاقيات الدولية والامتيازات، وتعدل بموجب مراسيم ملكية بعد دراستها من مجلس الوزراء.
المادة (21)
يدرس مجلس الوزراء مشروعات الأنظمة واللوائح المعروضة عليه ويصوت عليها مادة مادة ثم يصوت عليها بالجملة وذلك حسب الإجراءات المرسومة في النظام الداخلي للمجلس.
المادة (22)
لكل وزير الحق بأن يقترح مشروع نظام أو لائحة يتعلق بأعمال وزارته. كما يحق لكل عضو من أعضاء مجلس الوزراء أن يقترح ما يرى مصلحة من بحثه في المجلس بعد موافقة رئيس مجلس الوزراء.
المادة (23)
يجب نشر جميع المراسيم في الجريدة الرسمية، وتكون نافذة المفعول من تاريخ نشرها ما لم ينص على تاريخ آخر.

### الشؤون التنفيذية
المادة (24)
للمجلس باعتباره السلطة التنفيذية المباشرة الهيمنة التامة على شئون التنفيذ والإدارة، ويدخل في اختصاصاته التنفيذية الأمور الآتية:
1- مراقبة تنفيذ الأنظمة واللوائح والقرارات.
2- إحداث وترتيب المصالح العامة.
3- متابعة تنفيذ الخطة العامة للتنمية.
4- إنشاء لجان تتحرى عن سير أعمال الوزارات والأجهزة الحكومية الأخرى أو عن قضية معينة وترفع هذه اللجان نتائج تحرياتها إلى المجلس في الوقت الذي يحدده لها وينظر المجلس في نتيجة تحرياتها وله إنشاء لجان للتحقيق على ضوء ذلك والبت في النتيجة مع مراعاة ما تقضي به الأنظمة واللوائح.

### الشؤون المالية
المادة (25)
لا يجوز للحكومة أن تعقد قرضًا إلا بعد موافقة مجلس الوزراء وصدور مرسوم ملكي بذلك.
المادة (26)
يدرس مجلس الوزراء ميزانية الدولة ويصوت عليها فصلاً فصلاً وتصدر بموجب مرسوم ملكي.
المادة (27)
كل زيادة يراد إحداثها على الميزانية لا يكون إلا بموجب مرسوم ملكي.
المادة (28)
يرفع وزير المالية والاقتصاد الوطني الحساب الختامي للدولة عن العام المالي المنقضي إلى رئيس مجلس الوزراء لإحالته إلى مجلس الوزراء لغرض اعتماده.

### رئاسة مجلس الوزراء
المادة (29)
رئيس مجلس الوزراء هو الذي يوجه السياسة العامة للدولة، ويكفل التوجيه والتنسيق والتعاون بين مختلف الأجهزة الحكومية، ويضمن الانسجام والاستمرار والوحدة في أعمال مجلس الوزراء. وله الإشراف على مجلس الوزراء والوزارات والأجهزة الحكومية، وهو الذي يراقب تنفيذ الأنظمة واللوائح والقرارات.
وعلى جميع الوزارات والأجهزة الحكومية الأخرى أن ترفع إلى رئيس مجلس الوزراء خلال تسعين يومًا من بداية كل سنة مالية تقريرًا عما حققته من إنجازات مقارنة بما ورد في الخطة العامة للتنمية خلال السنة المالية المنقضية، وما واجهها من صعوبات وما تراه من مقترحات لحسن سير العمل فيها.

### التشكيلات الإدارية لمجلس الوزراء
المادة (30)
يبين النظام الداخلي لمجلس الوزراء تشكيلاته الإدارية واختصاصاتها وكيفية قيامها بأعمالها.
المادة (31)
يصدر النظام الداخلي لمجلس الوزراء بأمر ملكي.
المادة (32)
لا يجري تعديل هذا النظَام إلا بالطريقة التي تم بها إصداره.

## ديوان مجلس الوزراء
أنشئ ديوان مجلس الوزراء بتاريخ 27 ديسمبر 2018، ويتولى المهمات ذات الصلة بممارسة مجلس الوزراء ورئاسته واختصاصاتهما، وألحقت بديوان مجلس الوزراء الأمانة العامة لمجلس الوزراء، وهيئة الخبراء، والأجهزة المرتبطة بالديوان الملكي وإداراته ذات الصلة بمهمات ديوان مجلس الوزراء.

## التشكيلات الوزارية منذ تأسيس المجلس
التشكيلات الوزارية لمجلس الوزراء السعودي

## أعضاء مجلس الوزراء السعودي
| المنصب                                   | الصورة | شاغل المنصب                                        | في المنصب منذ                      |
| ---------------------------------------- | ------ | -------------------------------------------------- | ---------------------------------- |
| رئيس مجلس الوزراء                        |        | محمد بن سلمان بن عبد العزيز آل سعود                | 1 ربيع الأول 1444 27 سبتمبر 2022   |
| وزير الخارجية                            |        | فيصل بن فرحان بن عبد الله بن فيصل بن فرحان آل سعود | 23 صَفَر 1441 23 أكتوبر 2019         |
| وزير الداخلية                            |        | عبد العزيز بن سعود بن نايف بن عبد العزيز آل سعود   | 26 رمضان 1438 21 يونيو 2017        |
| وزير الدفاع                              |        | خالد بن سلمان بن عبد العزيز آل سعود                | 1 ربيع الأول 1444 27 سبتمبر 2022   |
| وزير الحرس الوطني                        |        | عبد الله بن بندر بن عبد العزيز آل سعود             | 18 ربيع الآخر 1440 27 ديسمبر 2018  |
| وزير العدل                               |        | وليد بن محمد الصمعاني                              | 2 ربيع الآخر 1436 23 يناير 2015    |
| وزير المالية                             |        | محمد بن عبد الله بن عبد العزيز الجدعان             | 30 مُحَرَّم 1438 1 نوفمبر 2016         |
| وزير الحج والعمرة                        |        | توفيق بن فوزان بن محمد الربيعة                     | 9 ربيع الأول 1443 15 أكتوبر 2021   |
| وزير الشؤون الإسلامية والدعوة والإرشاد   |        | عبد اللطيف بن عبد العزيز بن عبد الرحمن آل الشيخ    | 18 شوال 1439 2 يونيو 2018          |
| وزير التعليم                             |        | يوسف بن عبد الله بن محمد البنيان                   | 1 ربيع الأول 1444 27 سبتمبر 2022   |
| وزير الصحة                               |        | فهد بن عبد الرحمن بن داحس الجلاجل                  | 9 ربيع الأول 1443 15 أكتوبر 2021   |
| وزير الموارد البشرية والتنمية الاجتماعية |        | أحمد بن سليمان بن عبد العزيز الراجحي               | 18 شوال 1439 2 يونيو 2018          |
| وزير الطاقة                              |        | عبد العزيز بن سلمان بن عبد العزيز آل سعود          | 8 مُحَرَّم 1441 8 سبتمبر 2019          |
| وزير الإعلام                             |        | سلمان بن يوسف الدوسري                              | 13 شعبان 1444 5 مارس 2023          |
| وزير التجارة                             |        | ماجد بن عبد الله القصبي                            | 30 رجب 1437 8 مايو 2016            |
| وزير الصناعة والثروة المعدنية            |        | بندر بن إبراهيم بن عبد الله الخريف                 | 28 ذو الحجة 1440 30 أغسطس 2019     |
| وزير الاقتصاد والتخطيط                   |        | فيصل بن فاضل بن محسن الإبراهيم                     | 21 رمضان 1442 3 مايو 2021          |
| وزير الاستثمار                           |        | خالد بن عبد العزيز الفالح                          | 1 رجب 1441 25 فبراير 2020          |
| وزير البيئة والمياه والزراعة             |        | عبد الرحمن بن عبد المحسن الفضلي                    | 30 رجب 1437 7 مايو 2016            |
| وزير الشؤون البلدية والقروية والإسكان    |        | ماجد بن عبد الله بن حمد الحقيل                     | 11 جُمادى الآخرة 1442 24 يناير 2021 |
| وزير الاتصالات وتقنية المعلومات          |        | عبد الله بن عامر السواحة                           | 27 رجب 1438 24 أبريل 2017          |
| وزير النقل والخدمات اللوجستية            |        | صالح بن ناصر بن العلي الجاسر                       | 23 صَفَر 1441 23 أكتوبر 2019         |
| وزير الرياضة                             |        | عبد العزيز بن تركي بن فيصل بن عبد العزيز آل سعود   | 1 رجب 1441 25 فبراير 2020          |
| وزير الثقافة                             |        | بدر بن عبد الله بن محمد بن فرحان آل سعود           | 18 شوال 1439 2 يونيو 2018          |
| وزير السياحة                             |        | أحمد بن عقيل الخطيب                                | 1 رجب 1441 25 فبراير 2020          |
| وزير دولة للشؤون الخارجية                |        | عادل بن أحمد الجبير                                | 18 ربيع الآخر 1440 27 ديسمبر 2018  |
| وزير دولة لشؤون مجلس الشورى              |        | عصام بن سعد بن سعيد                                | 10 جُمادى الآخرة 1443 13 يناير 2022 |
| وزير دولة                                |        | صالح بن عبد العزيز بن محمد بن إبراهيم آل الشيخ     | 1436–1437 2015                     |
| وزير دولة                                |        | منصور بن متعب بن عبد العزيز آل سعود                | 8 ربيع الآخر 1436 29 يناير 2015    |
| وزير دولة                                |        | تركي بن محمد بن فهد بن عبد العزيز آل سعود          | 20 ربيع الآخر 1440 27 ديسمبر 2018  |
| وزير دولة                                |        | مطلب بن عبد الله النفيسة                           | 1415–1416 1995                     |
| وزير دولة                                |        | مساعد بن محمد العيبان                              | 1415–1416 1995                     |
| وزير دولة                                |        | إبر اهيم بن عبد العزيز العساف                      | 1 ربيع الأول 1444 27 سبتمبر 2022   |
| وزير دولة                                |        | محمد بن عبد الملك آل الشيخ                         | 3 ربيع الآخر 1436 24 يناير 2015    |
| وزير دولة                                |        | خالد بن عبد الرحمن العيسى                          | 10 رجب 1436 29 ابريل 2015          |
| وزير دولة                                |        | حمد بن محمد بن حمد آل الشيخ                        | 1 ربيع الأول 1444 27 سبتمبر 2022   |

## وزارات سابقة
| الوزارة                        | سنوات النشاط    | الوزير                        | أخر وزير       | من   | حتى            | ملاحظات                                                                 |
| ------------------------------ | --------------- | ----------------------------- | -------------- | ---- | -------------- | ----------------------------------------------------------------------- |
| وزارة الخدمة المدنية           | /25 فبراير 2020 | وزير الخدمة المدنية           | سليمان الحمدان | 2015 | 25 فبراير 2020 | تم دمجها بوزارة العمل تحت اسم وزارة الموارد البشرية والتنمية الاجتماعية |
| وزارة التربية والتعليم         | 1954 - 2015     | وزير التربية والتعليم         |                |      |                | تم دمجها بوزارة التعليم العالي لتصبح وزارة التعليم                      |
| وزارة التعليم العالي           | 1975 - 2015     | وزير التعليم العالي           |                |      |                | تم دمجها بوزارة التربية و التعليم لتصبح وزارة التعليم                   |
| وزارة العمل                    |                 | وزير وزارة العمل              |                |      |                | دمجت مع وزارة الشؤون الاجتماعية في 7 مايو 2016                          |
| وزارة الشؤون الاجتماعية        |                 | وزير الشؤون الاجتماعية        |                |      |                | دمجت مع وزارة العمل في 7 مايو 2016                                      |
| وزارة العمل والشؤون الإجتماعية |                 | وزير العمل والشؤون الإجتماعية |                |      |                | تأسست من دمج وزارة العمل مع وزارة الشؤون الاجتماعية في 7 مايو 2016      |
| وزارة الإسكان                  | 2011-2021       | وزير الإسكان                  | ماجد الحقيل    | 2015 | 2021           | دمجت مع وزارة الشؤون البلدية والقروية                                   |